# Carovane (album)
Carovane è un album discografico in studio del cantautore Sergio Cammariere, pubblicato nel 2009.

## Il disco
In questo disco l'autore calabrese continua la sua collaborazione con il paroliere Roberto Kunstler e con i musicisti Amedeo Ariano (batteria), Luca Bulgarelli (contrabbasso), Simone Haggiag (percussioni), Olen Cesari (violino) e Fabrizio Bosso (tromba). Vi partecipano anche i chitarristi Michele Ascolese e Jimmy Villotti, il sassofonista Javier Girotto e i musicisti Gianni Ricchizzi (sitar) e Kansa Banik (tabla). 
La produzione artistica e gli arrangiamenti sono curati da Cammariere.

## Tracce
1. Carovane – 4:09
2. Insensata ora – 5:06
3. Senti – 3:59
4. Senza fermarsi mai – 5:02
5. I quadri di ieri – 3:39
6. La mia promessa – 4:37
7. Non c'è più limite – 4:40
8. Varanasi – 3:23
9. Paese di finti – 5:19
10. Storia di un tale – 4:38
11. Tre angeli – 2:23
12. La forcella del rabdomante – 3:37
13. La rosa filosofale – 7:16

## Formazione
- Sergio Cammariere – voce, pianoforte, organo Hammond B4, tastiera, melodica
- Amedeo Ariano – batteria
- Eugenio Vatta – udu
- Michele Ascolese – chitarra
- Simone Haggiag – percussioni, cabasa, gong, tammorra, cajón, shaker, campanaccio
- Jimmy Villotti – chitarra
- Gianni Ricchizzi – sitar, vina
- Bruno Marcozzi – cabasa, cembalo, shaker, congas, djembe, caxixi
- Luca Bulgarelli – contrabbasso
- Olen Cesari – violino
- Fabrizio Bosso – tromba
- Javier Girotto – sassofono soprano, sassofono baritono, moxeno
- Sanjay Kansa Banik – tabla

## Classifiche
| Classifica (2009) | Posizione |
| ----------------- | --------- |
| Italia            | 21        |